# Geelkorrelknikmos
Geelkorrelknikmos (Bryum barnesii) is een soort bladmos uit het geslacht knikmos (Bryum). Het is een variabel, tweehuizig mos dat zelden sporangia vormt. 

## Determinatie
Geelkorrelknikmos vormt geelgroen tot olijfgroen gekleurde planten 4–16 mm hoog plukjes of losse zoden. De rizoïden zijn roodbruin van kleur. De holle bladeren liggen plat als ze droog zijn, terwijl ze rechtop staan als ze nat zijn. Ze zijn ovaal-lancetvormig, meestal stomp en kort-puntig, zelden lang-puntig. De bladranden zijn meestal licht gebogen. De bladnerf is sterk ontwikkeld, eindigt in de punt van het blad en komt zelden kort uit. De laminacellen zijn 10–15 µm breed en 40–80 µm lang in het midden van het blad. Ze zijn beduidend smaller aan de bladranden en vormen een zwakke grens van 2 tot 3 celrijen. Aan het uiteinde van de stengel vormt het talrijke, omgekeerd eironde broedlichamen, die altijd in groepen in de bladoksels zitten. Er zijn per bladoksel 2–7(–10) broedknoppen aanwezig. Deze zijn tussen de 200 µm en 500 µm lang en plaatsen de bladprimordia alleen in het bovenste derde deel. De seta is tot 1,5 cm lang en heeft een geelbruine hangende sporenkapsel die eivormig is en abrupt overgaat in de seta.

### Gelijkende taxa
Geelkorrelknikmos wordt veel verward met grofkorrelknikmos (Bryum dichotomum); de laatstgenoemde soort heeft echter maar één grote broedkorrel per oksel (geelkorrelkniksmos heeft er 2–7).

## Ecologie
Het is een weinig competitieve pioniersoort die snel nieuwe locaties kan koloniseren. Het komt voor op open, alkalische, vaak kalkrijke, humusarme, leem-klei-, zand-, leem- of zanderige grond op heldere, frisse tot vochtige locaties. Het leeft het liefst in grind- en kleiputten, steengroeven, ruige wegen en bermen, is te vinden op hopen aarde, in straatvoegen, openingen in weiden, weilanden en braakliggende velden, in tuinbedden en vooral op overstroomde rivieroevers en in rivierdalen. Het groeit vaak samen met Bryum argenteum, Bryum dichotomum, Bryum rubens, Barbula unguiculata, Barbula convoluta, Dicranella varia, Didymodon fallax en Phascum cuspidatum.

### Syntaxonomie
Geelkorrelknikmos staat te boek als kensoort voor de smaragdsteeltjes-klasse. Daarnaast komt de soort erg veel voor in de associatie van vetmuur en zilvermos.

## Verspreiding
Het is waarschijnlijk verspreid over heel Europa. In Nederland is de soort zeer algemeen, niet bedreigd en staat niet op de Nederlandse Rode Lijst.

## Fotogalerij

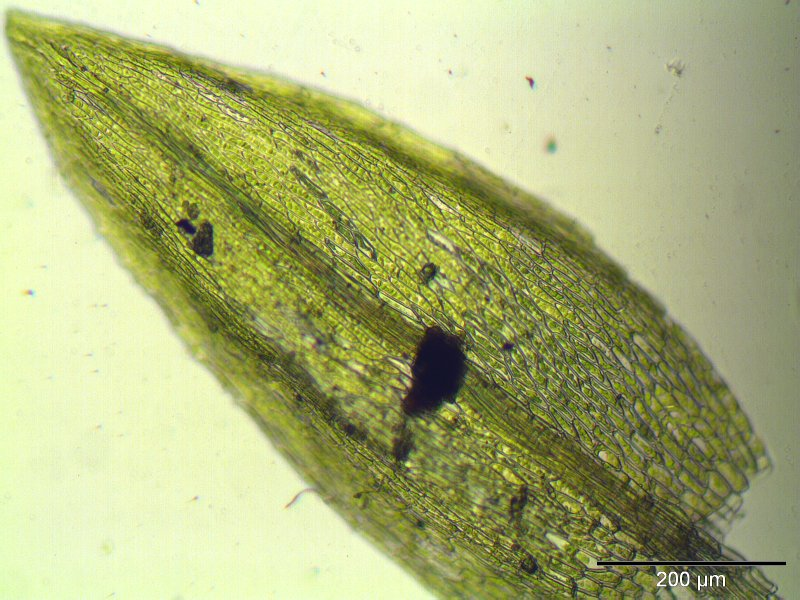
Blad bij 125 × vergroting
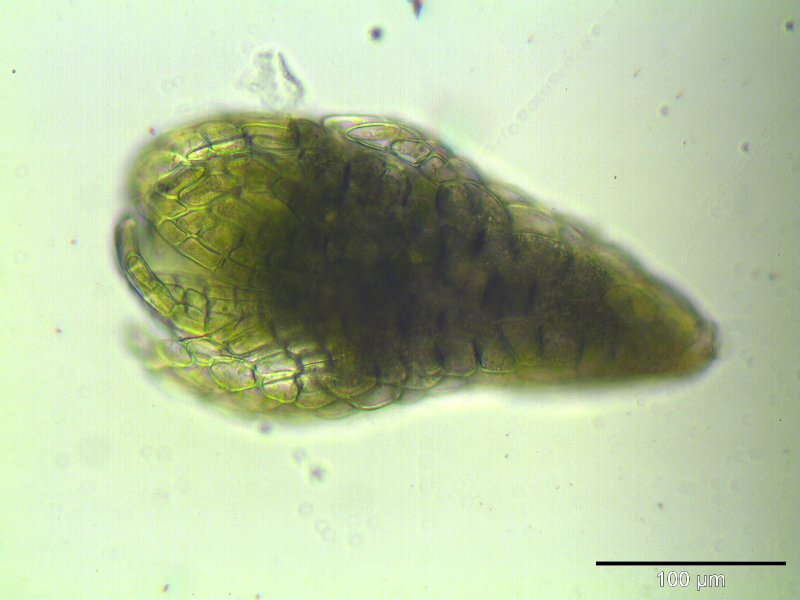
Broedlichaam bij 250 × vergroting
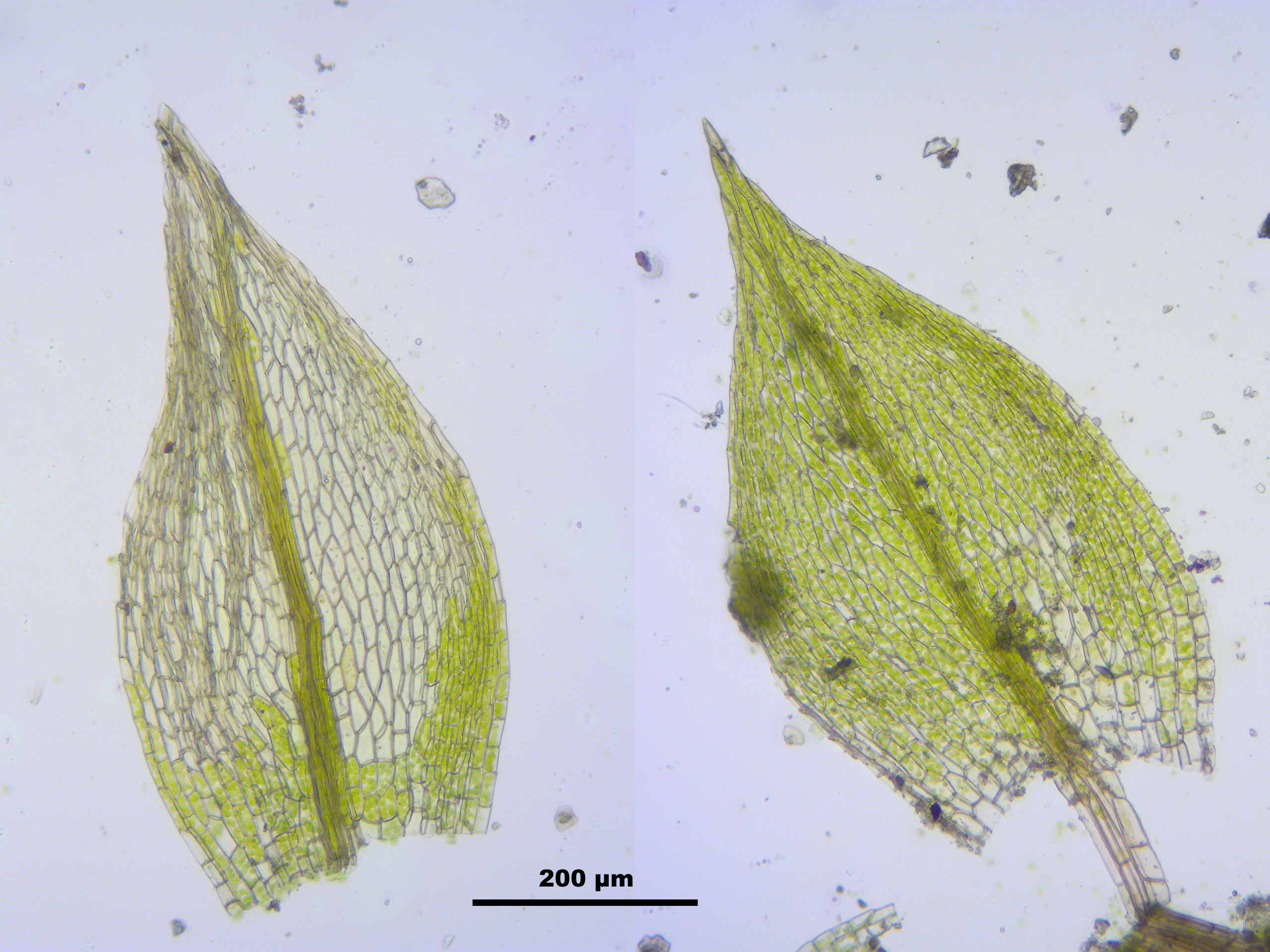
Bladcellen